# Font del Reguer (Abella de la Conca)

La Font del Reguer, respecte del terme d'Abella de la Conca

La Font del Reguer és una font del terme municipal d'Abella de la Conca, a la comarca del Pallars Jussà.
Està situada a 1.236 metres d'altitud, sota i al sud-oest de Casa Víctor. al nord-oest de Casa Montsor i al nord-est de Casa Toà. És a sota i a migdia de l'extrem occidental de la Serra de Carreu, a llevant de la Collada del Trumfo.

## Etimologia
Reguer és un derivat de rec. Es tracta d'un topònim ja romànic, però procedent d'una arrel preromànica, possiblement iberobasca, que dona la paraula rec. Així ho estableix Joan Coromines tant per al nom comú com per al topònim.